# دومتسکو
دومتسکو (به لهستانی:  Domecko) یک روستا در لهستان است که در گمینا کومپراخچیتسه واقع شده‌است. دومتسکو ۱٬۴۰۰ نفر جمعیت دارد.